# Realizm socjalistyczny

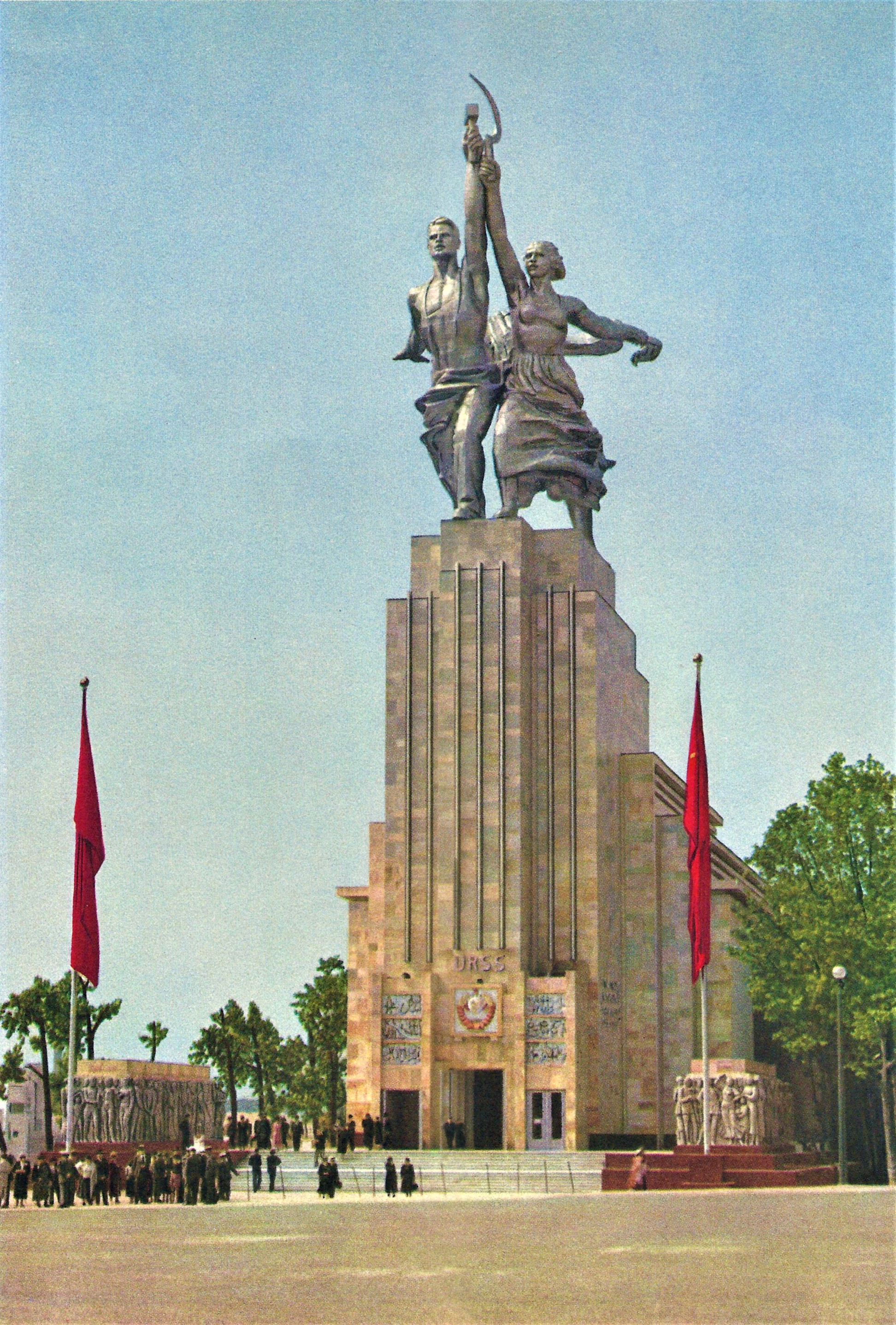
Wiera Muchina, Robotnik i kołchoźnica, 1935–1937 (na wystawie światowej w Paryżu, 1937)

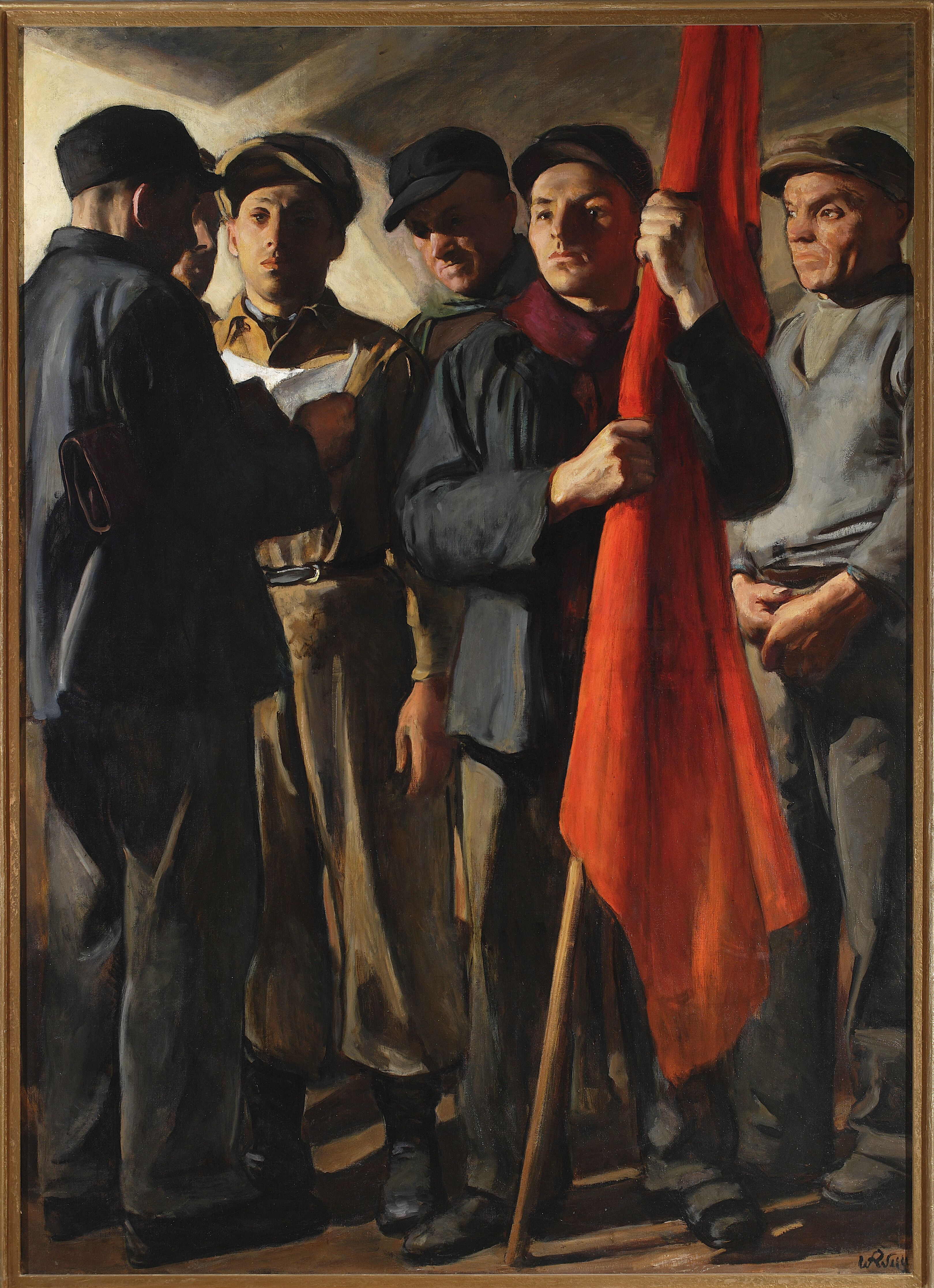
Manifest Wojciecha Weissa, 1949/1950

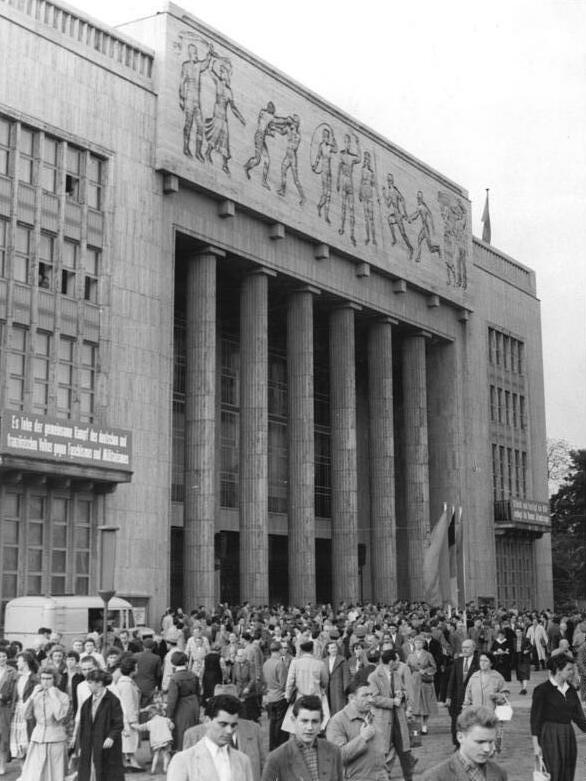
Deutsche Sporthalle w Berlinie, 1951 (1958)

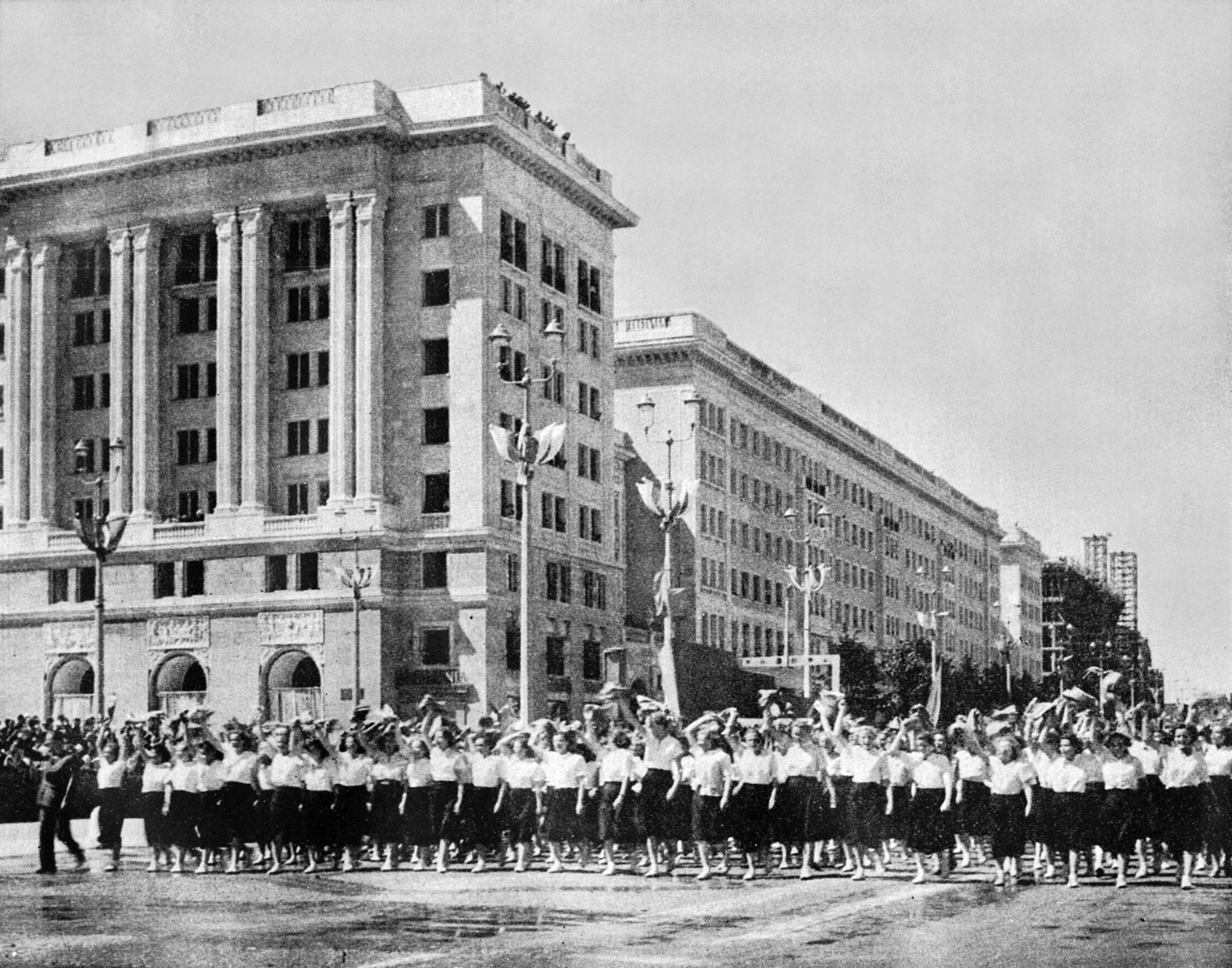
Marszałkowska Dzielnica Mieszkaniowa, 1950–1952 (1952)

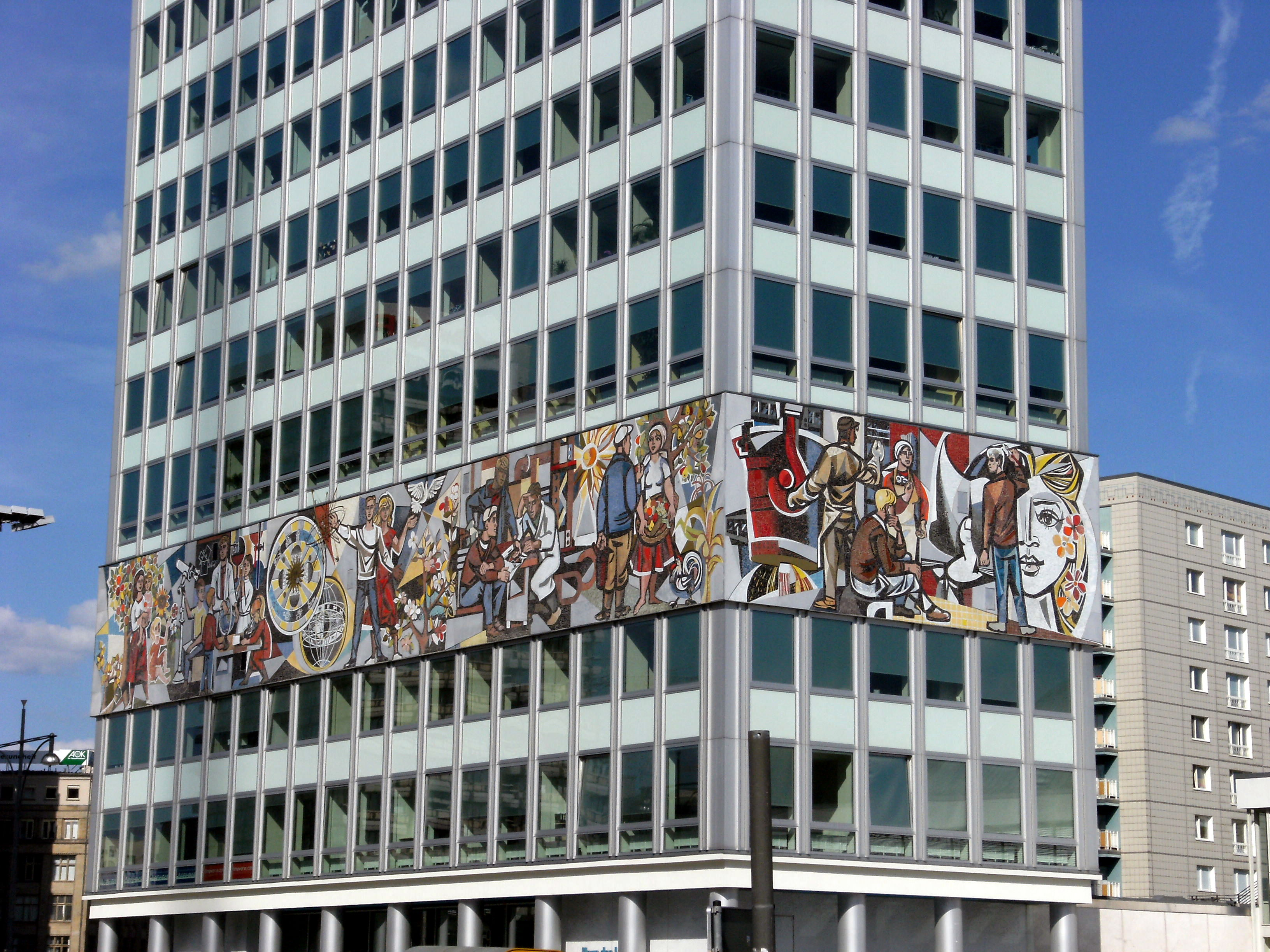
Mozaika Nasze Życie w formie fryzu na modernistycznym wieżowcu w Berlinie

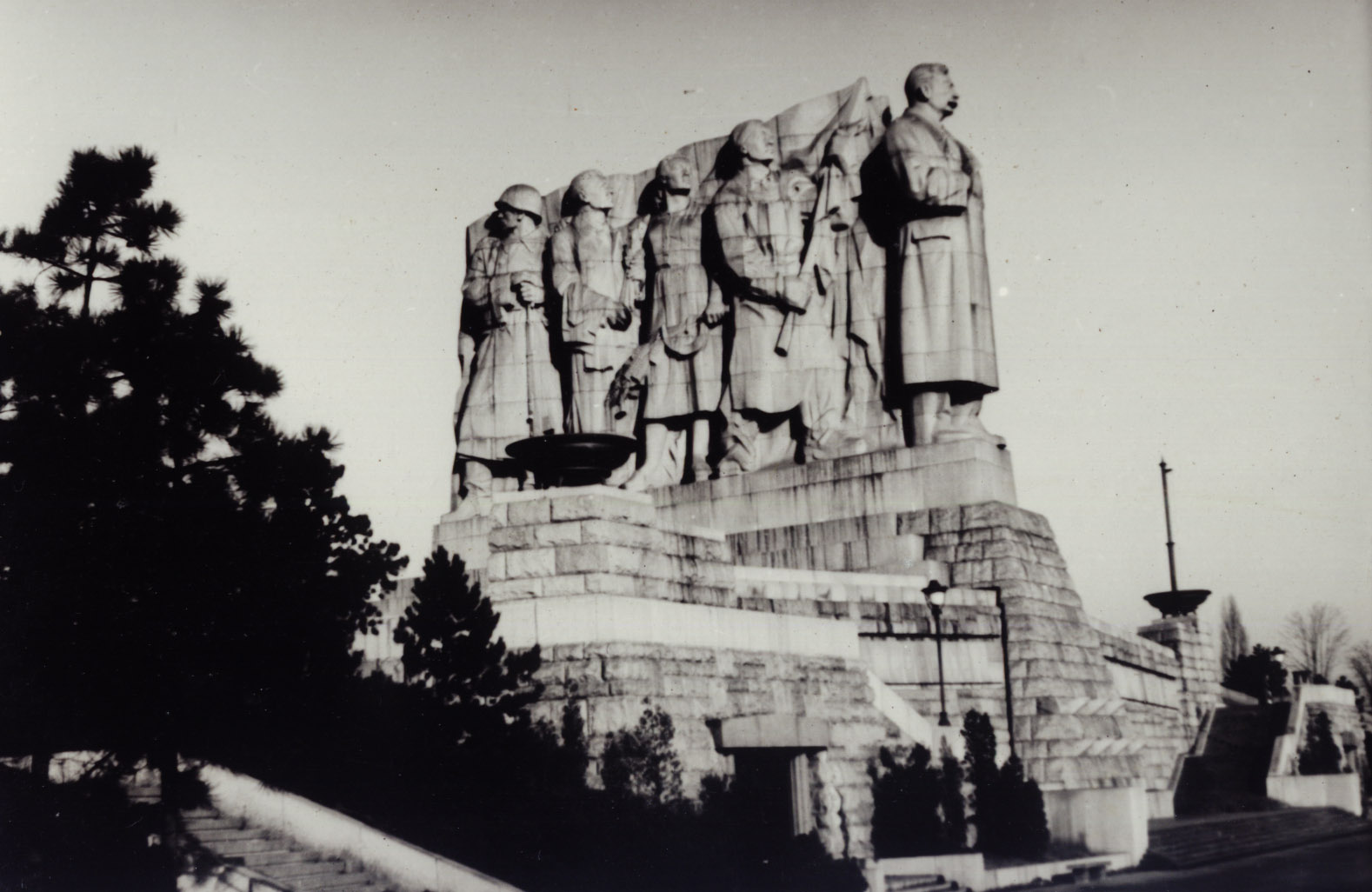
Otakar Švec, pomnik Stalina w Pradze, 1949–1955 (zburzony w 1962)

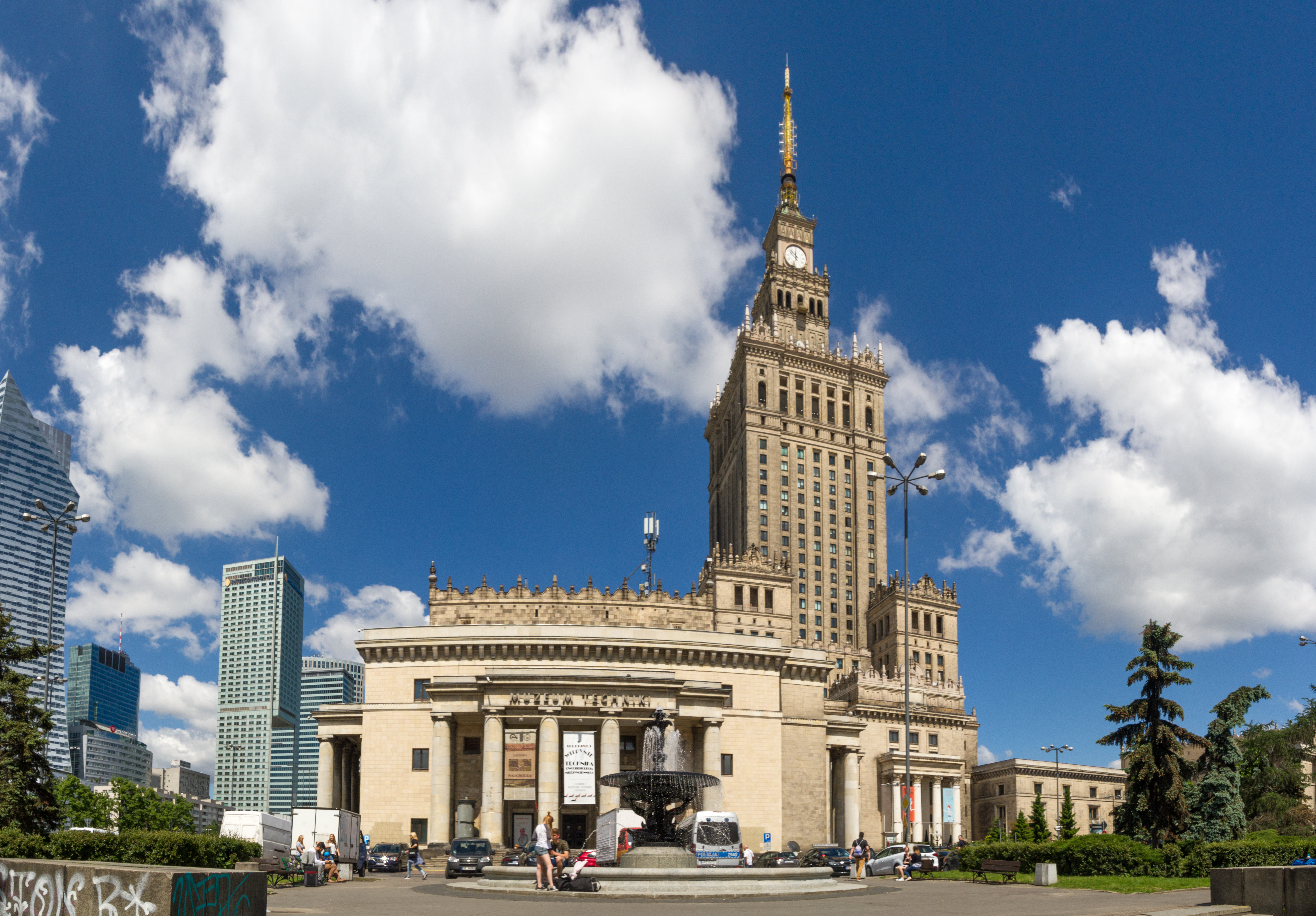
Pałac Kultury i Nauki w Warszawie, 1952–1955 (2017)

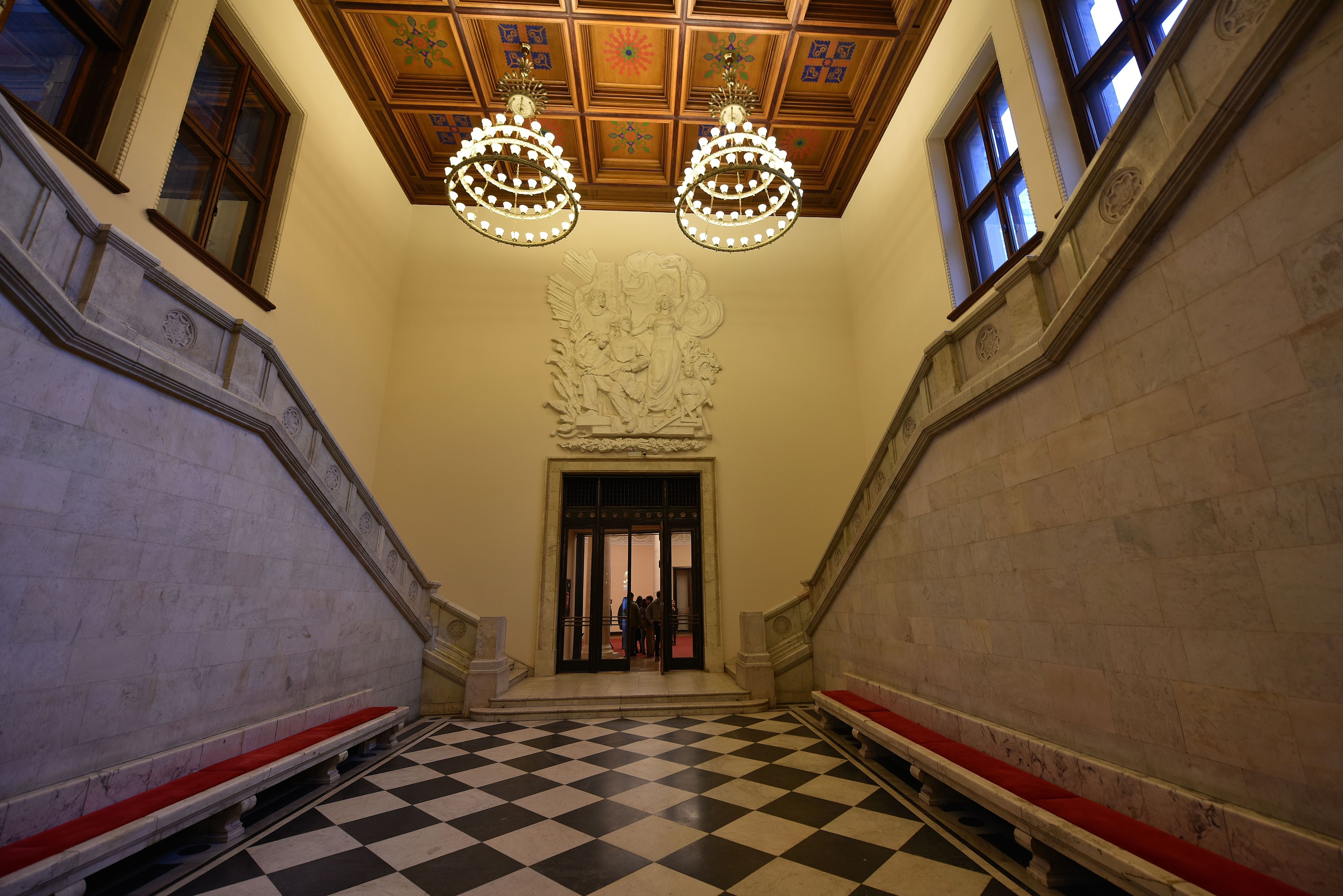
Pałac Kultury i Nauki w Warszawie, klatka schodowa (2016)

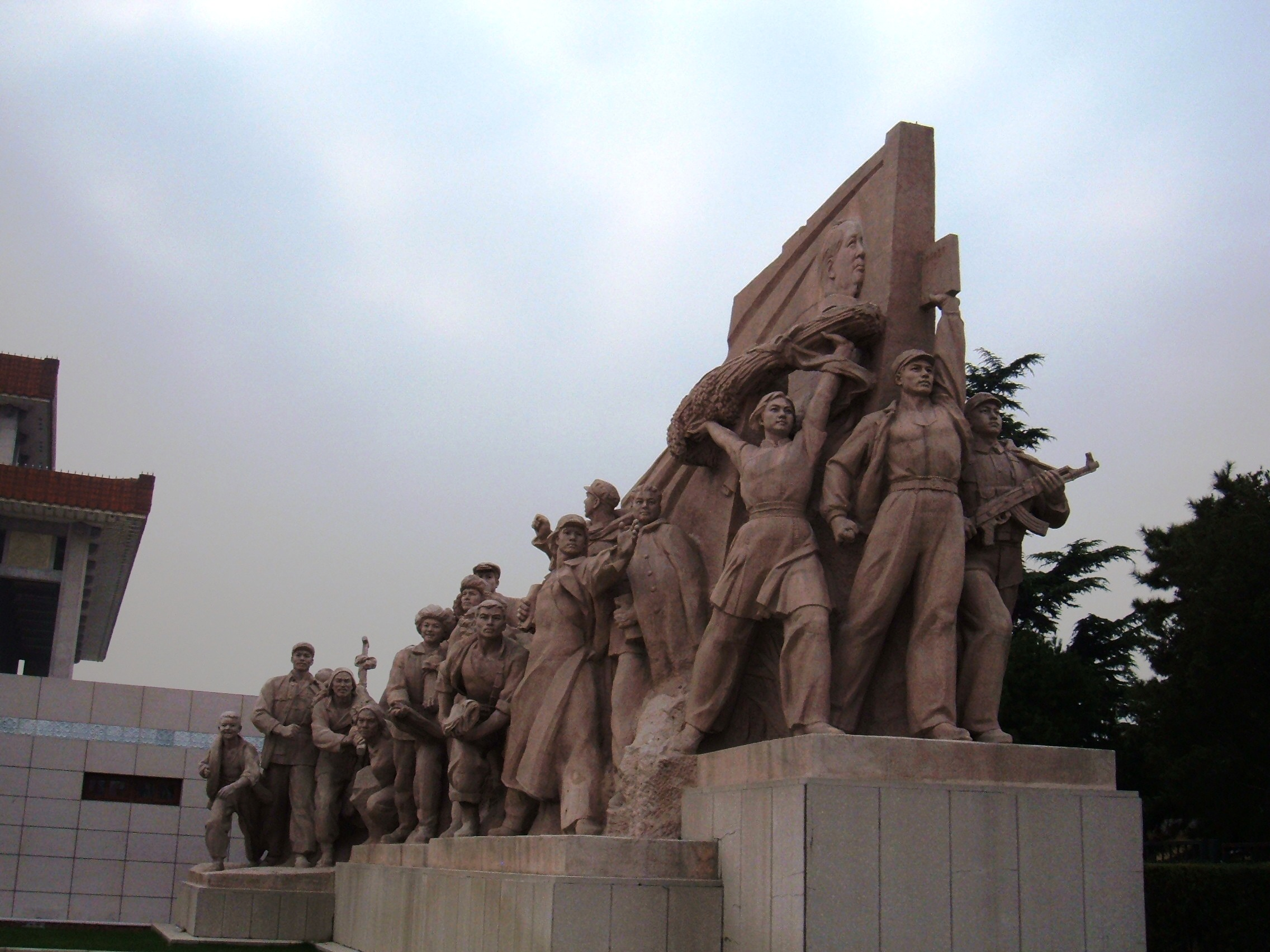
Socrealistyczna rzeźba w wydaniu chińskim – Mauzoleum Mao Zedonga. Grubo ciosane, muskularne postacie o wręcz nienaturalnych proporcjach upozowane w symboliczne pozy, są typowe dla stylu socrealizmu. Znaleźć można w nich wiele wspólnych cech z pracami symbolistów z początku XX w., takich jak np. Gustav Vigeland

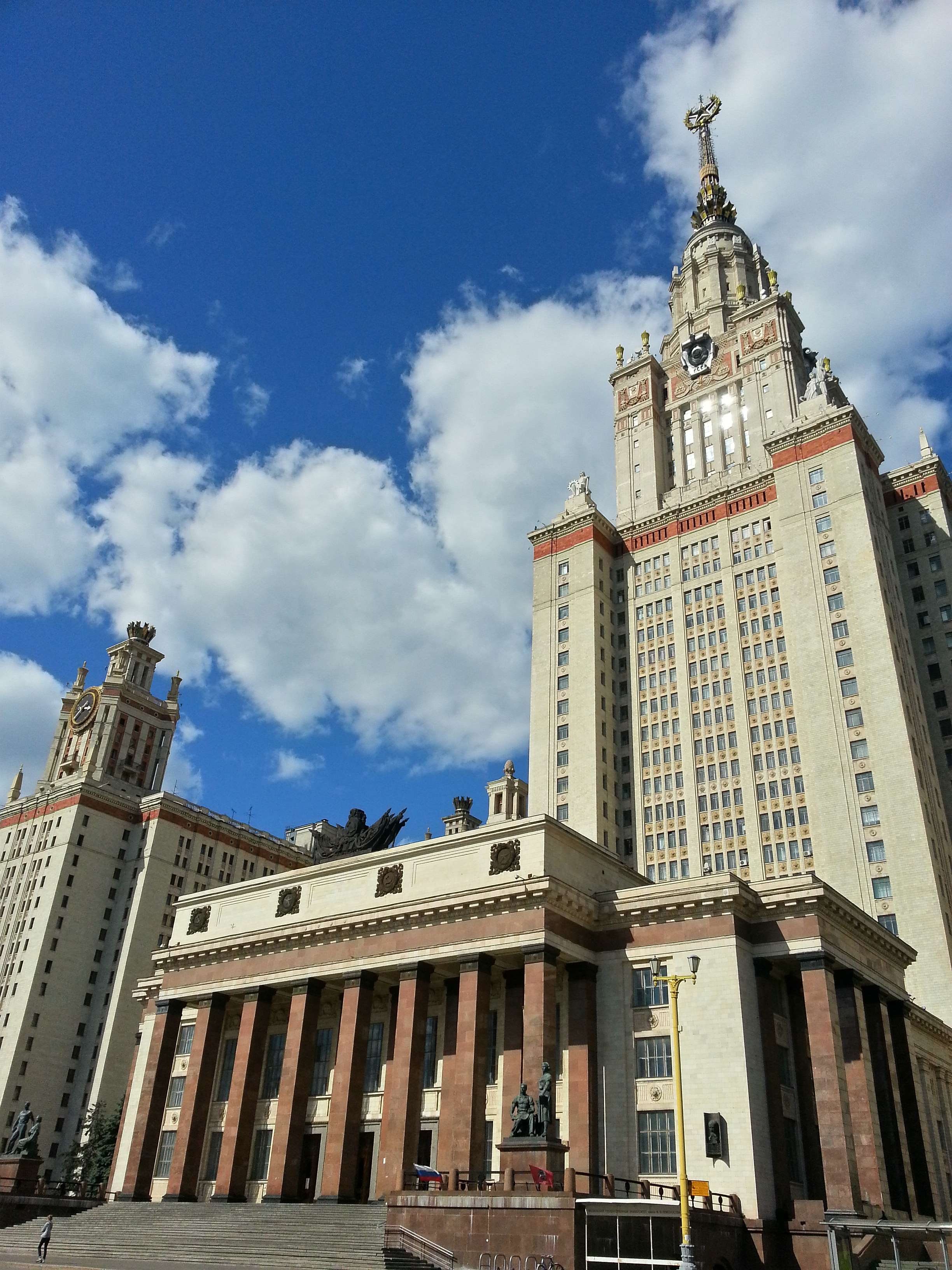
Moskiewski Uniwersytet Państwowy im. M.W. Łomonosowa projektu Lwa Rudniewa. Monumentalność, czerpanie wzorców z klasycznych form przetworzonych na kanciaste bryły jest wspólną cechą zarówno socrealizmu, jak reprezentacyjnych budowli wykonywanych na zamówienie niemieckich nazistów

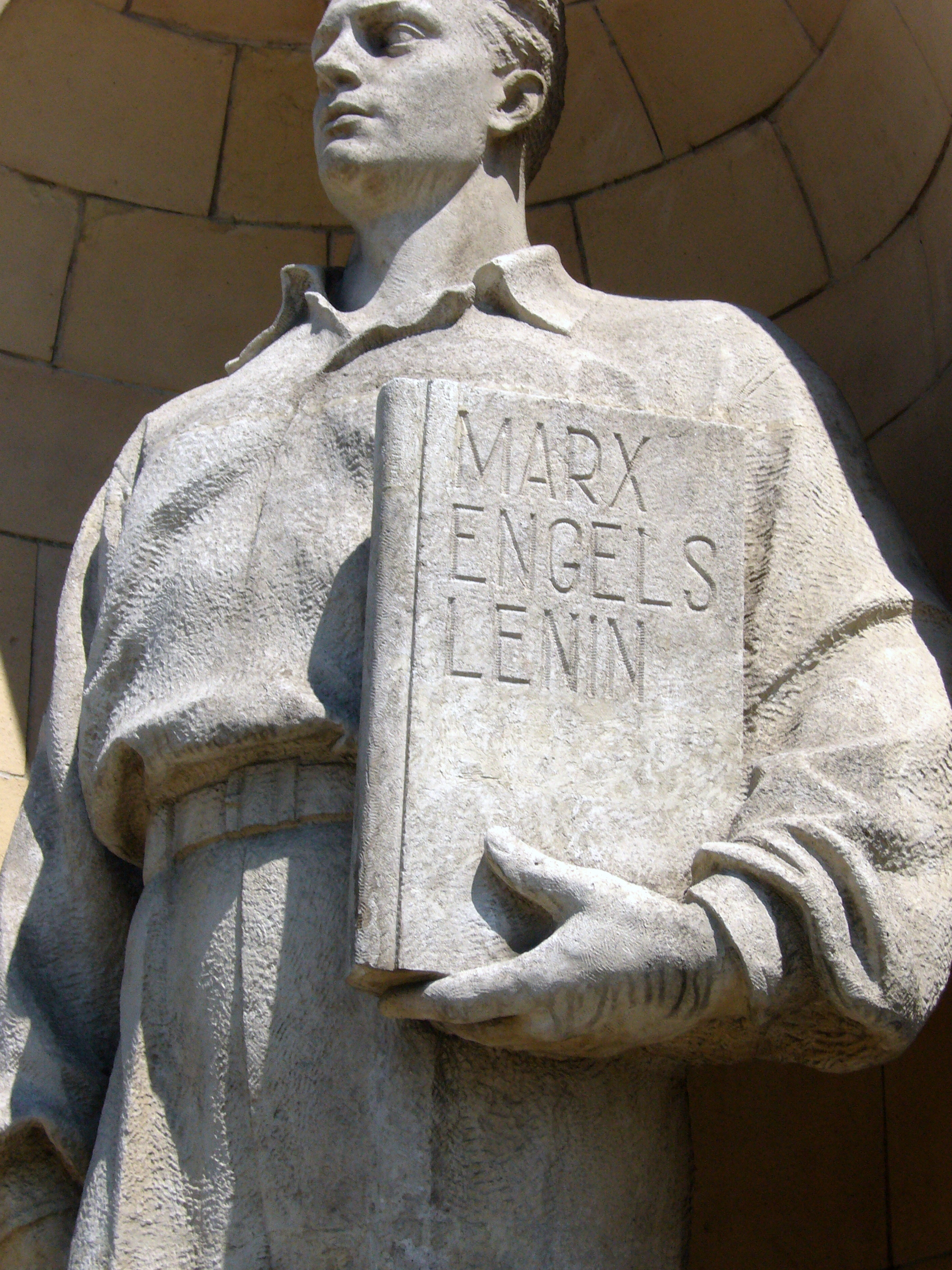
Socrealistyczna rzeźba na fasadzie PKiN. Oprócz nazwisk Marx, Engels, Lenin widać miejsce po zlikwidowanym nazwisku Stalin, które było powtórzone w trzech miejscach na budynku. Napisy usunięto podczas odwilży gomułkowskiej

Realizm socjalistyczny, inaczej socrealizm (z ros. соцреализм) – podstawowa metoda twórczości literackiej i artystycznej w społeczeństwie socjalistycznym, kierunek istniejący od lat 30. do połowy lat 80. XX wieku w sztuce radzieckiej, postulujący zgodność artystycznej wizji świata z ideologią marksizmu, popierający typowość obrazu artystycznego, ludowość, uprzywilejowanie tematyki pracy i tradycji ruchu robotniczego. Następnie metoda realizmu socjalistycznego stała się metodą twórczości artystów krajów demokracji ludowej i była ideowym oraz propagandowym narzędziem partii komunistycznych. W socrealizmie kierowano się zasadami ideowości i partyjności, ponieważ sztukę tę wykorzystywano przede wszystkim do celów propagandowych, z myślą o szerzeniu idei komunizmu.

## Geneza
Po rewolucji październikowej w roku 1917 w Rosji młodzi artyści awangardy spodziewali się, że nowa władza programowo odcinająca się od burżuazji zapewni im dobre warunki rozwoju. Ważną rolę w awangardzie artystycznej odegrał wtedy w Witebsku Kazimierz Malewicz. Wkrótce rosyjscy awangardziści: malarze, architekci, kompozytorzy zasłynęli na Zachodzie Europy. W Rosji zaczęli sprawiać kłopot słabo wykształconym funkcjonariuszom partyjnym, którzy oczekiwali od artystów twórczości tradycyjnej, popularnej, niewymagającej od odbiorcy wysiłku intelektualnego. W wyniku narastającego konfliktu wielu artystów, jak Marc Chagall, Chaim Soutine i Wassily Kandinsky, wyjechało na Zachód. Pozostali nadal tworzyli liczne ugrupowania artystyczne. W roku 1932 doszło do otwartego starcia władz partii z niepokornymi artystami.

## Historia
Pionierem realizmu socjalistycznego był pisarz proletariacki Maksim Gorki, którego twórczość zapoczątkowała nową epokę w rozwoju literatury rosyjskiej. Po raz pierwszy termin „realizm socjalistyczny” pojawił się w „Literaturnej Gazetie” 23 maja 1932 w związku z akcją mającą na celu zmuszenie grup literackich „RAPP” (Rosyjskiej Asocjacji Pisarzy Proletariackich) i „Awangard” do porzucenia niekonwencjonalnej twórczości.
Socrealizm został proklamowany w 1934 na Zjeździe Pisarzy Radzieckich w Moskwie przez Maksima Gorkiego. Zakładał, że dzieło sztuki powinno posiadać realistyczną formę i socjalistyczną treść, zgodną z ideami marksizmu i leninizmu. Doniosłą rolę w opracowywaniu estetyki socrealizmu odegrały uchwały KC KPZR O polityce partii w dziedzinie literatury pięknej (1925) i O przebudowie organizacji literacko-artystycznych (1932). Według propagandy radzieckiej metoda realizmu socjalistycznego opierała się na naukowej podstawie marksizmu-leninizmu.
—  Michaił Kalinin 
Pierwszymi teoretykami socrealizmu byli Anatolij Łunaczarski i Aleksander Woronski. Następnie, na wniosek Andrieja Żdanowa, rozszerzono socrealizm na wszystkie dziedziny sztuki.
Program socrealizmu, mimo starań stworzenia jednolitej teorii, był wewnętrznie sprzeczny i niekonsekwentny. Opierał się na wybranych elementach XIX-wiecznego realizmu, doświadczeniach twórczości akademickiej oraz rozważaniach publicystów i estetyków komunistycznych. Jako tematy wybierano walkę klasową, sojusz robotniczo-chłopski, historię ruchu robotniczego, prostych robotników przy pracy, ujarzmianie przyrody przez człowieka itp.

W odróżnieniu od naturalizmu, krytykowanego za indywidualizm i burżuazyjną dekadencję, zalecano typowość jako strategiczną cechę socrealizmu, ale pojmowaną szczególnie – sformułowaną w Referacie sprawozdawczym KC WKP(b) na XIX Zjeździe KPZR przez Gieorgija Malenkowa: 
W ujęciu marksistowsko-leninowskim, to, co typowe, nie oznacza bynajmniej jakiejś średniej statystycznej. Typowość odpowiada istocie danego zjawiska społeczno-historycznego, nie jest zaś po prostu zjawiskiem najbardziej rozpowszechnionym, najczęściej się powtarzającym, powszednim. Świadome przejaskrawienie, wyostrzenie obrazu nie wyklucza typowości, lecz w pełniejszej mierze ujawnia ją i podkreśla. Typowość stanowi podstawową sferę przejawiania się partyjności w sztuce realistycznej. Problem typowości jest zawsze problemem politycznym.
Inne nurty w sztuce, zwłaszcza awangardowe i eksperymentalne, były zwalczane jako wynaturzenia. Artyści odmawiający podporządkowania się kanonom socrealizmu narażeni byli na represje. W referacie sprawozdawczym KC KPZR na XXV Zjeździe Partii stwierdzono, że:
—  Leonid Breżniew 
Zbliżonym terminem stosowanym na Zachodzie na określenie sztuki realistycznej o wydźwięku walki społecznej, tworzonej w latach 40. i 50., jest social realism (realizm społeczny). Mimo podobieństw w treści i formie odznaczał się większą różnorodnością i wolnością. Dzieła socrealistyczne nadal powstają na Białorusi, Kubie, w Wietnamie, Chinach i, przede wszystkim, w Korei Północnej. 

## Występowanie w sztuce

### Literatura
Formuła realizmu odwoływała się do XIX-wiecznych wzorów prozy realistycznej i poezji społecznej. Standardowe dzieło spełniało postulaty: typowości opisywanych sytuacji, ideologicznej motywacji rozwoju akcji i romantyzmu rewolucyjnego. Narracja wyrażała przesłanie dydaktyczne. Wyraźnie zarysowana była granica między postaciami pozytywnymi i negatywnymi. Prekursorem prozy socrealistycznej według oficjalnego stanowiska był Maksim Gorki, jako autor powieści Matka. Innymi sztandarowymi przykładami literatury przedsocrealistycznej były Opowieść o prawdziwym człowieku Borisa Polewoja, Jak hartowała się stal Nikołaja Ostrowskiego. Założenia socjalizmu najpełniej realizowała tak zwana literatura produkcyjna, której pierwowzorem była powieść Cement Fiodora Gładkowa.
Poezja socrealistyczna cechowała się skrajnie konwencjonalną formą, używaniem wieloosobowego podmiotu lirycznego i patosem, ale główną jej cechą była zgodność z socjalistyczną ideologią.

### Malarstwo i rzeźba
W tych dziedzinach realizm socjalistyczny cechował się ograniczoną tematyką: portrety przywódców, wizerunki pracy i życia ludu, sceny batalistyczne. Podstawową cechą formy była dbałość o realistyczne obrazowanie, jak najbardziej zgodne z potocznym wyobrażeniem świata przez masowego widza. Socrealistyczna sztuka nawiązywała formalnie do klasycyzmu, a tematycznie często do ludowości. Odtwarzanie rzeczywistości nie było głównym celem z punktu widzenia zleceniodawcy, czyli państwa – cel był apologetyczno-propagandowy. Mimo to zachowało się sporo dzieł o wysokiej wartości artystycznej. W późniejszym okresie obowiązywania socrealizmu pojawiały się próby przemycania pewnych cech postimpresjonizmu, kubizmu lub kapizmu.
Głównymi reprezentantami socrealizmu w sztuce radzieckiej byli Isaak Brodski (Lenin w Smolnym), Aleksander Gierasimow (Stalin i Woroszyłow na Kremlu), Boris Joganson (Przesłuchanie komunisty). Głównym dziełem socrealizmu w rzeźbie jest Robotnik i kołchoźnica Wiery Muchiny.

### Architektura
Według założeń partii architektura miała wyrażać potęgę i siłę państwa, czyli ludu, a nie piękno czy elegancję. Architektura socrealistyczna miała stanowić styl państwowy ZSRR. Budynki cechuje: przeskalowanie, symetria oraz stosowanie wielu klasycznych i anachronicznych elementów zdobniczych: attyki, kolumnady, ornamenty, pilastry, tralki i wysokie partery nadają bryłom charakter monumentalności. Założenia urbanistyczne to szerokie trakty i ogromne place mające w założeniu skupiać życie mieszkańców. Architektura socrealizmu miała być narodowa w formie i socjalistyczna w treści.
Styl był krytykowany głównie za brak funkcjonalności, nieekonomiczne wykorzystanie materiałów i surową formę, przez lata realnego socjalizmu ograniczający postęp w architekturze państw ZSRR.
W Rosji przykładami są Moskiewski Uniwersytet Państwowy im. M.W. Łomonosowa (Lew Rudniew, 1949), stacje moskiewskiego metra. Skrajnym przykładem estetyki socrealizmu stała się moskiewska Wystawa Osiągnięć Gospodarki Narodowej ZSRR. Na obszarze 237 hektarów zbudowano obiekty wystawowe bez umiaru ozdobione detalami nawiązującymi do budownictwa republik ZSRR. Przykładem tego jest fontanna „Przyjaźń narodów”. 

### Muzyka
Zasady socrealizmu zaczęto wprowadzać do muzyki w 1936 roku. Kampanię przeciwko muzykom zapoczątkował wtedy atak na operę Dmitrija Szostakowicza Lady Makbet mceńskiego powiatu. W 1948 roku „za formalistyczne i antyludowe tendencje” potępiono grupę kompozytorów, m.in. Szostakowicza, Prokofiewa i Chaczaturiana.
Wpływ muzyki na emocje sprawił, że stała się ważnym elementem propagandy, ale o jej politycznej „prawomyślności” decydował przede wszystkim tekst. Muzyka socrealistyczna miała być przede wszystkim „przystępna w stylu i narodowa w treści. Oczekiwano utworów melodyjnych, konsonujących, nawiązujących do pieśni i tańców ludowych, a w tematyce dzieł scenicznych i kantatowych – do historii, oczywiście odległej i bohaterskiej” Preferowano gatunki z tekstem, toteż renesans przeżywała kantata. Powstał nowy gatunek: pieśń masowa, prosta pieśń nawiązująca w warstwie muzycznej do pieśni ludowych, a w słowach wychwalająca przywódców i osiągnięcia socjalistycznego państwa. Podkreślanie potrzeby tworzenia sztuki narodowej było wynikiem podyktowanej antysemityzmem wrogości wobec muzyki żydowskiej, która mogła przejawiać się „melodią opartą na orientalnej skali lub ornamentacją bogatszą niż spotykana w muzyce rosyjskiej”. Tępienie muzyki odbiegającej od stylu romantycznego, z prostą harmonią było wyrazem niechęci wobec awangardy.
W bardzo dużym repertuarze dzieł socrealistycznych skomponowanych w ZSRR są utwory takie jak: Siergiej Prokofjew (Kantata na 20-lecie Października), Dmitrij Szostakowicz (oratorium Pieśń o lasach), Wissarion Szebalin (symfonia Lenin) oraz muzyka popularna, jak Izaak Dunajewski (Marsz entuzjastów z muzyki do filmu Świat się śmieje). 
Zasady socrealizmu narzucono kompozytorom z państw podległych ZSRR podczas zjazdu w Pradze w 1948 roku. 
W NRD utwory socrealistyczne komponował m.in. Hanns Eisler.

### Film

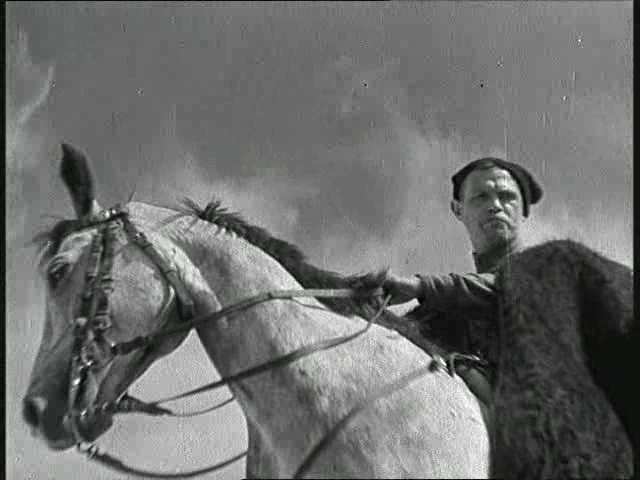
Kadr z filmu Czapajew (1934)

Filmowcy radzieckiej szkoły montażu, tacy jak Wsiewołod Pudowkin, Siergiej Eisenstein czy Ołeksandr Dowżenko, zostali w latach trzydziestych zmuszeni do odejścia od eksperymentalnej stylistyki, która była przez WKP(b) określana jako „formalizm”. W praktyce etykietę formalizmu przypinano wszystkim filmom, które formą lub tematyką mogły być niezrozumiałe dla szerszej publiczności, jak np. eksperymenty z montażem intelektualnym Eisensteina albo filmy dokumentalne Dzigi Wiertowa (Człowiek z kamerą, Entuzjazm, Symfonia Donbasu).
Pewne elementy socrealistyczne w radzieckim kinie były widoczne już przed rokiem 1934, ale pierwszym filmem, który stanowił modelowy przykład nowej stylistyki, był Czapajew w reżyserii Siergieja i Gieorgija Wasiliewów. W ramach założeń socrealizmu starano się ukazać perypetie indywidualnych bohaterów, w przeciwieństwie do filmów szkoły montażu, gdzie (posługując się marksistowską dialektyką) portretowano ścierające się masy ludzkie.

## Realizm socjalistyczny w Polsce
Po II wojnie światowej w Polsce i innych krajach uzależnionych od Związku Radzieckiego socrealizm został narzucony wraz z innymi dogmatami sowieckiej ideologii. W 1949, pod presją Włodzimierza Sokorskiego, wiceministra, a następnie ministra kultury i sztuki, socrealizm został wprowadzony w Polsce. Zmierzch epoki stalinowskiej i „odwilż” polityczna przyniosły kres doktrynie socrealizmu w sztuce. Symboliczny wymiar miała wystawa w Arsenale w Warszawie w 1955, stanowiąca zapowiedź powrotu do poszukiwań artystycznych, niezależnych od politycznego nacisku.
Wskutek lekceważenia formalnych osiągnięć sztuki nowoczesnej, do których polscy artyści przyczynili się w niemałym stopniu, oraz koncentrowania się jedynie na treściach, socrealizm nie odegrał w polskiej sztuce niemal żadnej roli.

### Literatura
Pierwszymi orędownikami stylu socrealistycznego w literaturze polskiej byli autorzy skupieni wokół czasopisma „Kuźnica”. W 1949 r. na zjeździe Związku Literatów Polskich w Szczecinie za sprawą Włodzimierza Sokorskiego i Stefana Żółkiewskiego socrealizm został oficjalnie ustanowiony jako obowiązująca doktryna artystyczna. Decyzję tę przyjęli zarówno pisarze dostosowujący się do nowych warunków, jak i zwolennicy tej estetyki. Podobne wymagania dotyczyły twórców w innych dziedzinach sztuki.
Od autorów oczekiwano tworzenia dzieł „socjalistycznych w treści i narodowych w formie”. Charakterystycznym zjawiskiem epoki stalinowskiej były powieści produkcyjne (produkcyjniaki), których akcja rozgrywała się w środowisku przemysłowym, a głównym bohaterem był zazwyczaj uświadomiony klasowo robotnik. Fabuła i postaci w sposób schematyczny przedstawiały zwycięstwo komunizmu i porażkę przeciwników nowego systemu. Do reprezentatywnych przykładów tej literatury należą: Nr 16 produkuje Jana Wilczka, Na przykład Plewa Bogdana Hamery, Przy budowie Tadeusza Konwickiego i Węgiel Aleksandra Ścibora-Rylskiego. Powstała również poezja o charakterze zaangażowanym społecznie (Artur Międzyrzecki, Wiktor Woroszylski, Wisława Szymborska, Tadeusz Różewicz). Literatura socrealistyczna była adaptowana na potrzeby teatru, gdzie przedstawienia często przyjmowały formę agitacyjną (np. przedstawienie Brygada szlifierza Karhana w inscenizacji Kazimierza Dejmka).
Pisarze niechętni doktrynie socrealistycznej podlegali cenzurze i represjom. Wydawanie publikacji poza oficjalnym obiegiem było zagrożone karami więzienia, grzywnami, konfiskatą majątku oraz zakazem wykonywania zawodu. Część społeczeństwa, w tym pisarze, po II wojnie światowej przyjęła ideologię komunistyczną. System komunistyczny stanowił praktycznie jedynego pracodawcę i posiadał monopol na publikowanie. Literatura pełniła funkcję propagandową w państwie kierowanym przez władze określające pisarzy mianem „inżynierami dusz ludzkich”, dlatego działalność twórcza w nurcie socrealistycznym, w tym tworzenie „pieśni masowych”, miała wymiar ideologiczny.

### Malarstwo i rzeźba
Wszelka twórczość plastyczna została podporządkowana nadzorowi Ministerstwa Kultury i Sztuki, które powołało Państwowy Instytut Sztuki. Instytucja ta odpowiadała za doktrynalną poprawność twórczości, a zarazem finansowała poczynania artystyczne. O wartości dzieła sztuki przesądzała poprawność polityczna oraz przydatność propagandowa, a nie względy estetyczne. Jako obowiązujące wzorce przedstawiano dzieła z ZSRR. Eliminowano tradycyjne związki ze sztuką Zachodu. Tendencje awangardowe zostały uznane za nieprzydatne i niestosowne. Prezentacje dokonań były możliwe tylko na oficjalnie organizowanych przeglądach, z których wykluczano dzieła „niepoprawne” i „niezaangażowane ideowo”. Do zalecanych tematów należały wizerunki robotników przy pracy, portrety przodowników, tematy z historii ruchu robotniczego, aktualne wydarzenia polityczne. Pod względem formy obowiązywały zasady realizmu w wersji akademickiej. W rzeźbie dominował klasycyzujący monumentalizm. Przeważały rzeźby pomnikowe, portrety i popiersia przodowników lub wodzów rewolucji. Wśród klasycznych dzieł socrealizmu można wymienić obrazy: Brygada młodzieżowa na szybkościowcu Heleny Krajewskiej, Podaj cegłę Aleksandra Kobzdeja, Przodownica i Rok 1944 na Lubelszczyźnie Juliusza Krajewskiego oraz rzeźby: Do szkoły po wiedzę Hanny Stachurskiej, Lenin Mariana Wnuka czy Stalin Aliny Szapocznikow. Najbardziej reprezentatywną kolekcję dzieł polskiego socrealizmu zgromadzono w muzeum w Kozłówce. W 1955 artyści zaczęli się wyłamywać (zobacz Zakłady Artystyczno-Badawcze ASP) i w późniejszym okresie, pomimo sugestii władz, socrealizm nie stanowił idei przewodniej twórczości artystycznej. Kolekcja dzieł realizmu socjalistycznego znajduje się w pałacu Zamoyskich w Kozłówce koło Lubartowa.

### Architektura
W architekturze socrealizm wyrażał się w całych układach urbanistycznych i w pojedynczych realizacjach. Charakterystyczne dla epoki są monumentalne założenia osiowe nawiązujące do reprezentacyjnych rozwiązań barokowych, stanowiące właściwą oprawę oficjalnych manifestacji. Do najbardziej klasycznych przykładów ówczesnej urbanistyki należy dzielnica Nowa Huta w Krakowie (od 1949) oraz Marszałkowska Dzielnica Mieszkaniowa w Warszawie (1951–1952). Wśród budowli symboliczne znaczenie ma Pałac Kultury i Nauki im. J. Stalina w Warszawie, który inspirowany był krakowskimi Sukiennicami i chełmińskim ratuszem, natomiast fasadę zdobią rzeźby robotników i chłopów. Gmach ów powstał jako „dar narodu ZSRR” dla Warszawy i został wykonany według projektu architektów radzieckich (m.in. Lwa Rudniewa) w latach 1952-1955. Wieżowiec wyróżniający się w panoramie Warszawy był zarazem symbolem sowieckiej dominacji w Polsce. Przykładem interesującego, socrealistycznego rozwiązania architektonicznego jest zespół budynków Centrum Administracyjnego Huty im. Lenina w Nowej Hucie, nawiązujący w detalach do rodzimego renesansu.
W Polsce innymi głównymi przykładami architektury socrealistycznej są plac Konstytucji, Ministerstwo Rolnictwa przy ul. Wspólnej, plac gen. Józefa Hallera, w Krakowie – oprócz Nowej Huty – plac Centralny i budynki zarządu kombinatu, w Szczecinie – budynki z I etapu budowy Śródmiejskiej Dzielnicy Mieszkaniowej, we Wrocławiu – budynki przy ul. Świdnickiej oraz placu Tadeusza Kościuszki (KDM – Kościuszkowska Dzielnica Mieszkaniowa), a także osiedle Grunwaldzkie w Bielsku-Białej, budynki dworca Gdynia Główna, osiedle mieszkaniowe i dom kultury w Kowarach, Pałac Kultury Zagłębia w Dąbrowie Górniczej, budynek KW PZPR w Białymstoku (obecnie Uniwersytet w Białymstoku) czy zabudowa Placu Lotników w Szczecinie.
Nie można przypisywać budynku do estetyki socrealizmu na podstawie samej daty realizacji. W latach obowiązywania doktryny socrealizmu 1949-1954 oddano do użytku wiele wcześniej zaprojektowanych budynków, jak Centralny Dom Towarowy w warszawskich Alejach Jerozolimskich, który został zrealizowany zgodnie z pierwotnym projektem, bez ustępstw na rzecz socrealizmu, mimo gwałtownej krytyki propagatorów doktryny socrealizmu. Wiele socrealistycznych projektów, jak zabudowa mieszkaniowa warszawskiej ulicy Nowotki (dziś Andersa), zostało oddanych poślizgiem już po roku 1954, tyle że bez klasycystycznego wystroju.
Socrealizm w architekturze został w Polsce po okresie stalinizmu zarzucony i potępiony. Dotyczyło to zarówno klasycznego podejścia do projektowania założeń urbanistycznych, jak i dekoracyjności samej architektury. Z perspektywy lat jednak sam styl oceniany jest łagodniej, a pod pewnymi względami przewyższa nawet dokonania późniejsze. Przede wszystkim był to ostatni okres, w którym preferowano zabudowę obrzeżną, z czytelnie wydzielonymi ulicami oraz zespołami zabudowy tworzącymi zamknięte wnętrza przestrzenne. Z kolei same budynki, mimo pretensjonalności detali architektonicznych, stanowią jednak pewną odmianę od monotonnych blokowisk wznoszonych przez następne dziesięciolecia. Architekci socrealizmu pozostawili po sobie w niektórych realizacjach nowoczesne elementy architektoniczne świadczące o funkcjonalności budynków, takie jak portfenetry zapewniające pełne nasłonecznienie mieszkań i podcienia chroniące przed warunkami atmosferycznymi, których brakuje w późniejszym, oszczędnościowym budownictwie wielkopłytowym modernizmu.

### Muzyka
W Polsce doktrynę socrealizmu w muzyce wprowadzono w 1949 podczas zjazdu kompozytorów w Łagowie Lubuskim. Gotowość do realizowania jej zadeklarowali wtedy trzej młodzi kompozytorzy: Tadeusz Baird, Kazimierz Serocki i Jan Krenz, występujący wspólnie jako „Grupa 49”. O traktowaniu komponowanej wówczas muzyki jako „wstydliwego epizodu” w biografiach jej twórców świadczy fakt, iż autor hasła „Jan Krenz” w Encyklopedii muzycznej PWM podkreślając, że utwory „Grupy 49” często rozmijały się z hasłami socrealizmu, pomija w spisie utworów typową dla socrealizmu kantatę Krenza Dwa miasta, którą kompozytor zapewne skreślił ze swego dorobku. Utwory socrealistyczne miało w swoim dorobku wielu innych twórców, m.in.: Jan Adam Maklakiewicz (Śląsk pracuje i śpiewa, suita ludowa), Alfred Gradstein (piosenki masowe, m.in. Na prawo most, na lewo most), Andrzej Panufnik (Symfonia Pokoju). Utwory uznawane za formalistyczne (przykład „Symfonii Olimpijskiej” Zbigniewa Turskiego lub I Symfonii Witolda Lutosławskiego) nie były wykonywane w okresie socrealizmu.

### Film
Pierwszym polskim filmem spełniającym postulaty socrealizmu został film Jasne łany z 1947 roku w reżyserii Eugeniusza Cękalskiego. W Polsce do filmów zgodnych z założeniami socrealizmu, ale jednocześnie posiadających znamiona artyzmu można zaliczyć Celulozę Jerzego Kawalerowicza, Pokolenie Andrzeja Wajdy oraz Piątkę z ulicy Barskiej Aleksandra Forda. W 1955 roku, wraz ze zmianami w polskiej kinematografii (decentralizacją produkcji filmowej, powołaniem zespołów filmowych) oraz wyłonieniem się polskiej szkoły filmowej, socrealizm stracił na znaczeniu. Człowiek na torze Andrzeja Munka, podejmując rozliczenie z okresem stalinizmu i czyniąc kinematografię przestrzenią społecznej debaty, położył kres dominacji filmowej sztuki socrealistycznej w Polsce.